# Daniel Stattin
Carl Olof Daniel Stattin, född 24 augusti 1971, är en svensk jurist och professor i civilrätt med särskild inriktning mot associationsrätt vid Uppsala universitet sedan 2011, docent i civilrätt 2009. Han disputerade vid Uppsala universitet 2005 och blev därefter universitetslektor i civilrätt med särskild inriktning mot associationsrätt 2006.
Stattin är kapten i arméns reserv.

## Utmärkelser i urval
- Kommendör av Påvliga Heliga gravens orden (KPåvlHGO, 2019)[1][2]
- Påvliga Heliga gravens ordens förtjänstkors av 3:e klass (PåvlHGO:sFK3kl, 2017)